# Región de Valparaíso
La región de Valparaíso es una de las dieciséis regiones administrativas de Chile, cuya capital es la ciudad de Valparaíso, sede del Congreso Nacional y uno de los principales puertos de Chile. Ubicada en el centro del país, limita al norte con la región de Coquimbo, al este con las provincias de San Juan y Mendoza pertenecientes a la República Argentina, al sureste con la región Metropolitana de Santiago, al sur con la región de O'Higgins y al oeste con el océano Pacífico.
Cuenta con una superficie de 16 396 km² y una población de 1 815 902 habitantes, según el INE, siendo la segunda región más habitada del país, por detrás de la región Metropolitana de Santiago.
La región está compuesta por las provincias de Isla de Pascua, Los Andes, Petorca, Quillota, San Antonio, San Felipe de Aconcagua, Marga Marga y Valparaíso. La región incluye además, los territorios del denominado Chile insular, dentro de los que se encuentran el archipiélago Juan Fernández, las islas Desventuradas y las islas polinésicas de Rapa Nui y la isla Sala y Gómez.
Sus principales áreas urbanas son el Gran Valparaíso con 951 311 habitantes, seguido de la Conurbación Quillota-La Calera con 185 289 habitantes, y del Gran San Antonio con 168 046 habitantes.

## Geografía
La cordillera de los Andes
Mantiene su altura y podemos apreciar cumbres que van desde los 5000 hasta casi los 6000 m s. n. m. como el Nevado Juncal 5966 m s. n. m.
Al norte la Cordillera de los Andes y la de la costa forman una sola unidad, ya que están unidas a los cordones transversales.
La depresión intermedia
En esta región se pueden observar los últimos valles transversales, que corresponden a las cuencas de los ríos de Petorca, La Ligua y Aconcagua. El cordón transversal Chacabuco marca el límite entre la Región de Valparaíso y la región Metropolitana
.
La depresión intermedia solo está presente en algunas cuencas interiores, como La Ligua y Catapilco, delimitadas por serranías.
Cordillera de la Costa
Como se menciona anteriormente, en el norte de esta región la cordillera de La Costa y la de Los Andes llegan a constituir una sola unidad producto de los cordones transversales. Al sur del río Aconcagua ambas cordilleras se diferencian claramente, separadas por la depresión intermedia. La cordillera alcanza gran altura en la parte meridional; ejemplo de esto es el cerro la Campana.
Aproximadamente en el paralelo 33ºS, la cordillera se divide en dos ramas, la occidental, que pertenece a la Región de Valparaíso y la oriental, que pertenece a la región Metropolitana.
Las planicies litorales o litoral central
Las planicies litorales se ubican entre la Cordillera de la Costa y el océano Pacífico. Estas se van ampliando desde la desembocadura del río Aconcagua hacia el sur, variando su ancho desde los 100 m hasta 15 km. Las planicies litorales presentan en algunos sectores colinas o cerros, tal es el caso de Valparaíso (farellón costero), que está construida principalmente sobre cerros. La llegada de las planicies litorales al mar puede ser gradual o abrupta como ocurre entre Papudo y Horcón. Las planicies litorales suelen estar interrumpidas por cursos de agua, que se originan en la cordillera de la Costa, como el estero Marga Marga. Son frecuentes las dunas costeras como Longotoma.

### Hidrografía
Numerosos cursos de agua componen la red hidrográfica regional, debido principalmente a la complejidad del relieve de esta región. Los ríos más importantes son el Petorca, La Ligua y El Aconcagua.
El sistema hidrográfico más relevante de la región es el correspondiente a la cuenca del río Aconcagua, en el sector central de la región, con una hoya de 7640 km² y una longitud de 190 km, características que han favorecido el desarrollo de actividades económicas ligadas a la agricultura, industria y minería. En el sector norte de la región se desarrollan los sistemas hidrográficos de la cuenca del río Petorca, de régimen nivopluvial y de la cuenca del río La Ligua, de régimen exclusivamente nival.
En el sector costero se emplazan las cuencas costeras entre las cuencas de los ríos Ligua y Aconcagua, que incluyen al estero Catapilco, estero Puchuncaví y al estero Quintero, de corto trayecto. Más al sur, las cuencas costeras entre Aconcagua y Maipo incluyen a los esteros Viña, Cartagena, El Jote, San Jerónimo y otros. En el sur de la región, los cursos de agua más relevantes están constituidos por el curso inferior del río Maipo y la desembocadura del río Rapel que atraviesan la Región antes de desembocar en el Pacífico.

## Clima

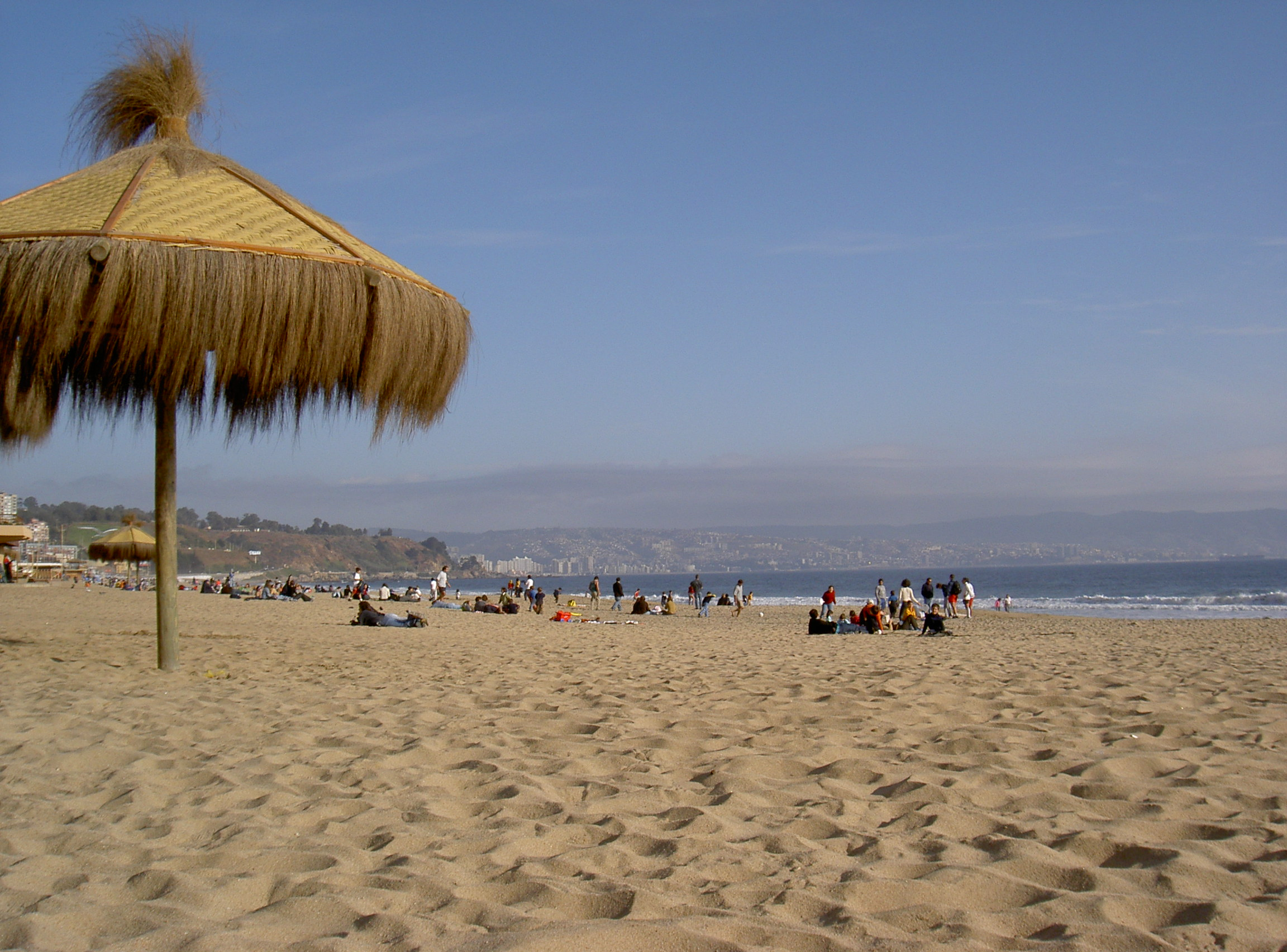
Playa de Reñaca.

Tanto el océano Pacífico, en general, como la corriente de Humboldt, en particular, condicionan en gran medida la conducta de los elementos climáticos de la región. Las direcciones predominantes de los vientos, todas de componente oceánico y portadoras de humedad, explican la constante presencia de este factor en el clima regional. En esta región se inicia el dominio de los climas templados. El carácter frío de la corriente de Humboldt determina la existencia permanente de una banda de bajas temperaturas vecinas a la costa, contribuyendo al descenso de las temperaturas continentales.
En la región de Valparaíso se distinguen tres tipos de climas: un clima seco de estepa que es la continuación del existente en la región de Coquimbo y dos climas templados que se diferencian entre sí por las características de la nubosidad y la duración del período seco.
- Clima de estepa con gran sequedad atmosférica: Se presenta en los valles interiores desde el límite con la Región de Coquimbo hasta Cabildo aproximadamente. Se caracteriza por cielos límpidos a causa de la baja humedad atmosférica, cielos despejados y alta luminosidad. Las lluvias todavía son escasas e irregulares por lo que las sequías son frecuentes en el valle de Petorca y La Ligua, a pesar de que los totales anuales superan los 200 milímetros. Estas se presentan en invierno y son de origen ciclónico. La zona no recibe influencia oceánica, acusa un mayor grado de continentalidad, por lo que la temperatura presenta importante amplitud tanto diaria como anual, registrándose heladas en los sectores bajos en invierno.

- Clima Templado Cálido con lluvias invernales y con estación seca prolongada de gran nubosidad: Este clima corresponde al sector costero de la región. Se caracteriza por una gran cantidad de nubosidad que se observa todo el año, con mayor intensidad en invierno, asociada a nieblas y lloviznas, lo que a su vez produce bajas amplitudes térmicas. La diferencia entre la temperatura media del mes más cálido y el más frío es de solo 5.º a 6 °C y la diferencia diaria entre las temperaturas máximas y las mínimas varía entre 7 °C en verano y solo 5 °C en invierno, lo que es entre 1.º y 3.º inferior, respectivamente, que en el mismo clima de la región de Coquimbo. La humedad atmosférica es alta, con un valor medio de 82%.

- Clima Templado Cálido con lluvias invernales y con estación seca prolongada: Este clima aparece en la sección media del valle del Aconcagua y cubre también el sector de la cordillera de la Costa perteneciente a la región. Es un clima templado que acusa mayor grado de continentalidad al distanciarse del litoral y por la presencia de la cordillera de la Costa. Al disminuir la influencia del océano, las variaciones térmicas diarias y estacionales se hacen menos homogéneas en tanto que la humedad relativa disminuye. En invierno son frecuentes las heladas y esta frecuencia aumenta a medida que se asciende hacia la Cordillera de Los Andes.

A este tipo de clima se le denomina clima esteparico.

## Vegetación
La clasificación hecha para Chile permite ubicar a la Región de Valparaíso entre los límites de la denominada zona "mesomorfica".
La zona intermedia de la región se caracteriza por la estepa de arbustos espinosos donde predomina el espino. En los sectores más soleados, que miran al norte se encuentran arbustos como el guayacán, algarrobo, quillay, molle y otros asociados al espino. En la zona costera se puede encontrar vegetación asociado a un matorral arbustivo costero formado por especies como el peumo, boldos, maitenes, junto a hierbas y gramíneas. En las áreas más húmedas como fondos de quebradas se pueden encontrar litres, quilas, pataguas. Sobre los 400 y 1000 m s. n. m., existe el denominado bosque esclerófilo. Este bosque está formado por especies arbóreas como quillay, litre, molle, belloto, boldo y peumo.
En los cerros La Campana y El Roble se desarrollan comunidades formadas por bosques de robles (nothofagus obliqua y nothofagus macrocarpa) entre los 800 y 900 m s. n. m. Otra especie importante es la palma chilena que se encuentra en diferentes áreas, en pequeñas comunidades, en la Cordillera de la Costa donde se destaca el parque nacional La Campana, su importancia económica es la obtención de la miel de palma y debido a su gran explotación hoy se encuentra en peligro de extinción.
En la zona cordillerana, sobre los 1600 y 2500 m s. n. m., el paisaje está formado por la estepa arbustiva subandina adaptada a suelo pedregoso y condiciones extremas de vientos fuertes y acumulaciones de nieve. Por encima de los 2500 m, se encuentra la estepa andina de altura, esta se caracterizan por su aspecto achaparrado de unos 40 cm de altura.

## Gobierno y administración

### División político-administrativa
La región de Valparaíso, que tiene por capital a la ciudad de Valparaíso, para efectos del gobierno y administración interior, se divide en ocho provincias.
- Provincia de Isla de Pascua, capital Hanga Roa.
- Provincia de Los Andes, capital Los Andes.
- Provincia de Petorca, capital La Ligua.
- Provincia de Quillota, capital Quillota.
- Provincia de San Antonio, capital San Antonio.
- Provincia de San Felipe de Aconcagua, capital San Felipe.
- Provincia de Valparaíso, capital Valparaíso.
- Provincia de Marga Marga, capital Quilpué.

Mientras que estas ocho provincias se subdividen en 38 comunas ―Isla de Pascua, Calle Larga, Los Andes, Rinconada, San Esteban, Cabildo, La Ligua, Papudo, Petorca, Zapallar, Hijuelas, La Calera, La Cruz, Nogales, Quillota, Algarrobo, Cartagena, El Quisco, El Tabo, San Antonio, Santo Domingo, Catemu, Llay-Llay, Panquehue, Putaendo, San Felipe, Santa María, Casablanca, Concón, Juan Fernández, Puchuncaví, Quintero, Valparaíso, Viña del Mar, Limache, Olmué, Quilpué y Villa Alemana―.
| \| Provincia \| Capital \| Comuna \| \| ----------------------- \| ----------- \| -------------- \| \| Isla de Pascua \| Hanga Roa \| Isla de Pascua \| \| Los Andes \| Los Andes \| Calle Larga \| \| Los Andes \| Los Andes \| Los Andes \| \| Los Andes \| Los Andes \| Rinconada \| \| Los Andes \| Los Andes \| San Esteban \| \| Petorca \| La Ligua \| Cabildo \| \| Petorca \| La Ligua \| La Ligua \| \| Petorca \| La Ligua \| Papudo \| \| Petorca \| La Ligua \| Petorca \| \| Petorca \| La Ligua \| Zapallar \| \| Quillota \| Quillota \| Hijuelas \| \| Quillota \| Quillota \| La Calera \| \| Quillota \| Quillota \| La Cruz \| \| Quillota \| Quillota \| Nogales \| \| Quillota \| Quillota \| Quillota \| \| San Antonio \| San Antonio \| Algarrobo \| \| San Antonio \| San Antonio \| Cartagena \| \| San Antonio \| San Antonio \| El Quisco \| \| San Antonio \| San Antonio \| El Tabo \| \| San Antonio \| San Antonio \| San Antonio \| \| San Antonio \| San Antonio \| Santo Domingo \| \| San Felipe de Aconcagua \| San Felipe \| Catemu \| \| San Felipe de Aconcagua \| San Felipe \| Llay-Llay \| \| San Felipe de Aconcagua \| San Felipe \| Panquehue \| \| San Felipe de Aconcagua \| San Felipe \| Putaendo \| \| San Felipe de Aconcagua \| San Felipe \| San Felipe \| \| San Felipe de Aconcagua \| San Felipe \| Santa María \| \| Valparaíso \| Valparaíso \| Casablanca \| \| Valparaíso \| Valparaíso \| Concón \| \| Valparaíso \| Valparaíso \| Juan Fernández \| \| Valparaíso \| Valparaíso \| Puchuncaví \| \| Valparaíso \| Valparaíso \| Quintero \| \| Valparaíso \| Valparaíso \| Valparaíso \| \| Valparaíso \| Valparaíso \| Viña del Mar \| \| Marga Marga \| Quilpué \| Limache \| \| Marga Marga \| Quilpué \| Olmué \| \| Marga Marga \| Quilpué \| Quilpué \| \| Marga Marga \| Quilpué \| Villa Alemana \| | Hanga Roa Calle Larga Los Andes Rinconada San Esteban Cabildo La Ligua Papudo Petorca Zapallar Hijuelas La Calera La Cruz Nogales Quillota Algarrobo Cartagena El Quisco El Tabo San Antonio Santo Domingo Catemu Llay-Llay Panquehue Putaendo San Felipe Santa María Casablanca Concón Juan Fernández Puchuncaví Quintero Valparaíso Viña del Mar Limache Olmué Quilpué Villa Alemana |                |
| Provincia | Capital | Comuna         |
| Isla de Pascua | Hanga Roa | Isla de Pascua |
| Los Andes | Los Andes | Calle Larga    |
| Los Andes | Los Andes | Los Andes      |
| Los Andes | Los Andes | Rinconada      |
| Los Andes | Los Andes | San Esteban    |
| Petorca | La Ligua | Cabildo        |
| Petorca | La Ligua | La Ligua       |
| Petorca | La Ligua | Papudo         |
| Petorca | La Ligua | Petorca        |
| Petorca | La Ligua | Zapallar       |
| Quillota | Quillota | Hijuelas       |
| Quillota | Quillota | La Calera      |
| Quillota | Quillota | La Cruz        |
| Quillota | Quillota | Nogales        |
| Quillota | Quillota | Quillota       |
| San Antonio | San Antonio | Algarrobo      |
| San Antonio | San Antonio | Cartagena      |
| San Antonio | San Antonio | El Quisco      |
| San Antonio | San Antonio | El Tabo        |
| San Antonio | San Antonio | San Antonio    |
| San Antonio | San Antonio | Santo Domingo  |
| San Felipe de Aconcagua | San Felipe | Catemu         |
| San Felipe de Aconcagua | San Felipe | Llay-Llay      |
| San Felipe de Aconcagua | San Felipe | Panquehue      |
| San Felipe de Aconcagua | San Felipe | Putaendo       |
| San Felipe de Aconcagua | San Felipe | San Felipe     |
| San Felipe de Aconcagua | San Felipe | Santa María    |
| Valparaíso | Valparaíso | Casablanca     |
| Valparaíso | Valparaíso | Concón         |
| Valparaíso | Valparaíso | Juan Fernández |
| Valparaíso | Valparaíso | Puchuncaví     |
| Valparaíso | Valparaíso | Quintero       |
| Valparaíso | Valparaíso | Valparaíso     |
| Valparaíso | Valparaíso | Viña del Mar   |
| Marga Marga | Quilpué | Limache        |
| Marga Marga | Quilpué | Olmué          |
| Marga Marga | Quilpué | Quilpué        |
| Marga Marga | Quilpué | Villa Alemana  |

### Autoridades
La administración de la región del poder ejecutivo radica en el Gobierno Regional de Valparaíso, constituido por el gobernador de Valparaíso y por el Consejo Regional, además de contar con la presencia del delegado presidencial regional de Valparaíso y a tanto el delegado presidencial provincial de Quillota, el delegado presidencial provincial de San Antonio, el delegado presidencial provincial de San Felipe, el delegado presidencial provincial de Los Andes, el delegado presidencial provincial de Petorca, el delegado presidencial provincial de Isla de Pascua como el delegado presidencial provincial de Marga Marga, representantes del gobierno central del país.
Para los efectos de la administración local, las provincias están divididas a su vez en 38 comunas ―Hanga Roa, Calle Larga, Los Andes, Rinconada, San Esteban, Cabildo, La Ligua, Papudo, Petorca, Zapallar, Hijuelas, La Calera, La Cruz, Nogales, Quillota, Algarrobo, Cartagena, El Quisco, El Tabo, San Antonio, Santo Domingo, Catemu, Llay-Llay, Panquehue, Putaendo, San Felipe, Santa María, Casablanca, Concón, Juan Fernández, Puchuncaví, Quintero, Valparaíso, Viña del Mar, Limache, Olmué, Quilpué y Villa Alemana― en total regidas por su respectiva municipalidad a través de su alcaldes y concejales.
El poder legislativo se encuentra representado y dividido territorialmente a través de la 6.º circunscripción senatorial del Senado de Chile constituido por cinco senadores y tanto el 6.º distrito electoral y 7.º distrito electoral de la Cámara de Diputados compuesto por ocho diputados cada uno, los cuales representan a los ciudadanos de la región.

#### Gobernador Regional
- Rodrigo Mundaca Cabrera (Ind-FA)

#### Delegado Presidencial Regional
- Yanino Riquelme González (PCCh)

#### Delegado Presidencial Provincial
- Petorca: Luis Soto Pérez (Ind.)
- Quillota: José Orrego Ramírez (FA)
- Marga Marga: Fidel Cueto Rosales (FA)
- San Antonio: Carolina Quinteros Urquieta (PL)
- San Felipe de Aconcagua: Daniel Muñoz Pereira (PPD)
- Los Andes: Cristian Aravena Reyes (PS)
- Isla de Pascua: Sergio Tepano Cuevas (Ind.)

#### Alcaldes
| Comuna         | Alcalde                      | Partido | Comuna        | Alcalde                     | Partido |
| -------------- | ---------------------------- | ------- | ------------- | --------------------------- | ------- |
| Algarrobo      | Marco González Candia        | UDI     | Olmué         | Jorge Jil Herrera           | Ind.    |
| Cabildo        | Víctor Donoso Oyanedel       | PDC     | Panquehue     | Gonzalo Vergara Lizana      | PDC     |
| Calle Larga    | Dina González Alfaro         | PS      | Papudo        | Claudia Adasme Donoso       | RN      |
| Cartagena      | Lidia Silva García           | Ind-UDI | Petorca       | Gustavo Henríquez Toledo    | Ind-RN  |
| Casablanca     | Rodrigo Martínez Roca        | RN      | Puchuncaví    | Marcos Morales Ureta        | Ind-RN  |
| Catemu         | Rodrigo Díaz Brito           | Ind-FA  | Putaendo      | Mauricio Quiroz Chamorro    | Ind-FA  |
| Concón         | Freddy Ramírez Villalobos    | Ind.    | Quillota      | Luis Mella Gajardo          | Ind.    |
| El Quisco      | José Jofré Bustos            | Ind.    | Quilpué       | Carolina Corti Badía        | RN      |
| El Tabo        | Alfonso Muñoz Aravena        | PS      | Quintero      | Rolando Silva Fuentes       | Ind.    |
| Hijuelas       | Verónica Rossat Arriagada    | Ind.    | Rinconada     | Juan Galdames Carmona       | Ind-RN  |
| Isla de Pascua | Elizabeth Arévalo Pakarati   | Ind.    | San Antonio   | Omar Vera Castro            | Ind.    |
| Juan Fernández | Pablo Manríquez Angulo       | Ind-FA  | San Esteban   | Christian Ortega Villagras  | Ind.    |
| La Calera      | Johnny Piraino Meneses       | Ind-PDC | San Felipe    | Carmen Castillo Taucher     | Ind-PS  |
| La Cruz        | Filomena Navia Hevia         | PS      | Santa María   | Claudio Zurita Ibarra       | PPD     |
| La Ligua       | Patricio Pallares Valenzuela | Ind.    | Santo Domingo | Fernando Rodríguez Larraín  | Ind.    |
| Limache        | Luciano Valenzuela Romero    | Ind-RN  | Valparaíso    | Camila Nieto Hernández      | FA      |
| Llaillay       | Edgardo González Arancibia   | PDC     | Villa Alemana | Nelson Estay Molina         | Ind-RN  |
| Los Andes      | Manuel Rivera Martínez       | UDI     | Viña del Mar  | Macarena Ripamonti Serrano  | FA      |
| Nogales        | Leslie Pacheco Ramírez       | Ind-UDI | Zapallar      | Gustavo Alessandri Bascuñán | Ind-RN  |

#### Parlamentarios

##### Senadores
| Circunscripción | Senadores | Partido             |
| --------------- | --- | ------------------- |
| 6               | Francisco Chahuán Chahuán Ricardo Lagos Weber Tomás De Rementería Venegas Juan Ignacio Latorre Riveros Kenneth Pugh Olavarría | RN PPD PS FA Ind-RN |

##### Diputados
| Distrito | Diputados | Partido                         | Distrito | Diputados | Partido                           |
| -------- | --- | ------------------------------- | -------- | --- | --------------------------------- |
| 6        | Diego Ibáñez Cotroneo Carolina Marzán Pinto Andrés Longton Herrera Nelson Venegas Salazar Chiara Barchiesi Chávez Camila Flores Oporto Gaspar Rivas Sánchez María Francisca Bello Campos | FA PPD RN PS PRCh RN Ind-PDC FA | 7        | Tomás Lagomarsino Guzmán Jorge Brito Hasbún Andrés Celis Montt Camila Rojas Valderrama Luis Sánchez Ossa Hotuiti Teao Drago Luis Cuello Peña y Lillo Arturo Barrios Oteíza | PR FA RN FA PRCh Ind-EVOP PCCh PS |

#### Secretarías regionales ministeriales
| Hacienda                            | Sin Secretaría Regional       | Sin Secretaría Regional |
| Seguridad Pública                   | Jenny Arriaza Inostroza       |                         |
| Gobierno                            | María Fernanda Moraga Vistoso | FA                      |
| Economía, Fomento y Turismo         | Marcelo Arredondo Araya       | PR                      |
| Desarrollo Social y Familia         | Claudia Espinoza Carramiñana  | FA                      |
| Educación                           | Romina Maragaño Schmidt       | FA                      |
| Justicia y Derechos Humanos         | Paula Gutiérrez Huenchuleo    | PS                      |
| Trabajo y Previsión Social          | Susana Calderón Romero        | PS                      |
| Obras Públicas                      | Yanino Riquelme González      | PCCh                    |
| Salud                               | Lorena Cofré                  | FA                      |
| Vivienda y Urbanismo                | Belén Paredes Canales         | Ind.                    |
| Bienes Nacionales                   | Tomás Covacich Iturbe         | PPD                     |
| Agricultura                         | Sergio Salvador Guajardo      |                         |
| Minería                             | Jaime Rojas Catalán           | PL                      |
| Transporte y Telecomunicaciones     | Edgardo Piqué González        | PPD                     |
| Energía                             | Arife Mansur Acevedo          | PS                      |
| Medio Ambiente                      | Hernán Ramírez Rueda          | Ind.                    |
| Deporte                             | Leandro Torres Vega           | PPD                     |
| Mujer y Equidad de Género           | Camila Lazo Molina            | FA                      |
| Culturas, las Artes y el Patrimonio | Javier Esnaola Vidal          | FA                      |

## Economía
La actividad económica de Valparaíso es notable, con importantes capturas de merluza, congrio, jurel, sardina y corvina, además de los crustáceos, entre los que destacan los camarones. Las capturas las realiza la flota artesanal, con mercado en San Antonio. Hay que reseñar la recolección de algas marinas.

### Minera
El principal recurso minero de la región corresponde al cobre, representado por el yacimiento subterráneo y a rajo abierto Andina, división perteneciente a la estatal Codelco, ubicado en la comuna de Los Andes. El cobre es trasladado por vía férrea desde Saladillo hasta la División Ventanas, también de Codelco, donde se procesa en la refinería, ubicada a la costa, al norte de la comuna de Puchuncaví. También hay extracción de oro, plata, molibdeno, zinc y plomo en mineras privadas en el sector cordillerano.
La minería no metálica está representada por la extracción de carbonato de calcio y calizas, que dan origen a la industria de cemento de La Calera y al total de la producción nacional de talcos y feldespatos.

### Agricultura
Los suelos de esta región son favorables para la agricultura y hay suficiente agua de riego que se distribuye a través de canales y embalses. Los más importantes son: el de Peñuelas, Lo Orozco, Lo Ovalle, Catapilco, Chepical, Las Palmas y Pitana. El 30 % de la producción agrícola se destina a la agroindustria y el 70 % al consumo fresco. Últimamente se ha dado un gran aumento en la exportación, especialmente de uva de mesa. La región aporta el 29,7 % de la producción nacional de la uva y el 30 % de la producción total de duraznos. También produce kiwis, nectarines, damascos, nueces, almendras y limones. En sus zonas de microclimas produce el 41 % del total de paltas del país y gran parte de la producción de chirimoyas. También destaca la producción de legumbres, papas y cultivos orientales como tabaco, maravilla y cáñamo. Ganadería: 109 350 bovinos, 91 080 ovinos, y 56 130 porcinos. Gracias al pino insigne (sectores costeros y en San Antonio).

### Pesca
A nivel nacional, ocupa el cuarto lugar de captura con 370 000 000 toneladas de pescado veta, jurel y sardina; cerca del 85 % del desembarque pescadero es destinado a la harina de pescado. En el desembarque de moluscos ocupa el segundo lugar; en machas con 3419 toneladas y crustáceos como el camarón (3478 t) y langostino amarillo (2364 t).

### Industria
Es la tercera región industrial después de la Región Metropolitana y la del Biobío. Genera el 20% del P.I.B. regional y el 12% de la población económicamente activa se desarrolla en este sector.
La mayoría de las industrias se concentran en la ciudad de Valparaíso, gracias a las ventajas comparativas como puerto, centro comercial y financiero. Tiene además industrias de tejido, hilado, vestuario, alimentos, chocolates, confites y tabaco.
Viña del Mar fabrica productos químico-farmacéuticos y artefactos de línea blanca, papel y carbón además de alimentos, hilados y tejidos.
Coresa industria ubicada en San Antonio.
La refinería de Concón procesa petróleo crudo importado y distribuye los subproductos a la mayoría de la región central del país.
Al norte de Quintero está la planta procesadora de cobre de Ventanas, que cuenta con una central térmica.
En el sector del valle de Aconcagua, la ciudad de Quillota tiene importantes industrias alimenticias, textiles y de plástico; está unida a la zona de primores agrícolas de La Cruz-La Calera (cemento). Llay Llay tiene una industria química y Catemu tiene industria de tabaco y la cercana refinería de cobre chagres.
San Felipe y Los Andes además de su industria conservera y de fibras duras, han desarrollado la agroindustria relacionada con el aumento que ha tenido la fruta de exportación, creando empresas similares: empacadoras, bodegas frigorizadas y conserveras.
También destaca la industria de tejidos en La Ligua y el puerto de San Antonio.
Un reflejo de la importancia industrial y comercial de la zona es que la organización gremial más antigua del país fue fundada en Valparaíso en año 1858, la CRCP.

### Comercio
Valparaíso importa toda clase de productos: manufacturas, automóviles, electrodomésticos y maquinaria; exporta principalmente frutales. San Antonio es exportador de cobre, varios productos agrícolas, pesqueros, automóviles, electrodomésticos y maquinaria; también importa cereales. Valparaíso tiene un sistema de comunicaciones que lo une con la capital del país y con los puntos más importantes de Chile.
Hasta hace poco, la principal vía de comunicación fue la vía férrea que unía a Valparaíso con Santiago; esta vía fue más tarde reemplazada por el camino que atraviesa el túnel Lo Prado y que une ambas ciudades.
La ruta internacional más importante es la que une la ciudad trasandina de Mendoza con Valparaíso, la Ruta CH-60, factor clave para favorecer el intercambio comercial y el flujo de turistas argentinos que van a las playas de esta región. En invierno esta vía queda bloqueada por la nieve, por lo que se piensa construir un túnel por Juncal que habilitará el paso a Los Libertadores durante todo el año.
La provincia y puerto San Antonio se anexaron a la región para formar un complejo portuario que uniera y facilitara la actividad de Valparaíso y San Antonio, pero el camino es una vía indirecta y no directa.

### Ámbito forestal
La producción forestal ha cobrado relevancia en el contexto nacional. Las maderas provenientes de la región se destinan principalmente elaboración de madera y en menor medida a la elaboración de celulosa.
El 10 % la superficie regional está plantada, de ellos casi el 60 % es bosque nativo, lo demás son plantaciones. El bosque nativo regional está bastante degradado.

### Demografía
La región de Valparaíso está poblada por un total de 1.825.757 habitantes. La densidad poblacional alcanzó los 94,1 hab./km². Un 91,6 % de la población habita en zonas urbanas, y solo el 8,4 % de la población habita en zonas rurales, debido a esto, es la región que cuenta con mayor cantidad de conurbaciones en el país donde destacan cinco áreas urbanas importantes:
- El Gran Valparaíso que es la segunda área metropolitana más grande del país y la más poblada de la región; aquí se encuentra su capital regional Valparaíso, sede del Congreso Nacional y uno de los más importantes puertos del país. Declarado por la Unesco como Patrimonio de la Humanidad, además es la capital cultural del país, al estar en la ciudad el Ministerio de las Culturas, las Artes y el Patrimonio. Contiguas a Valparaíso se encuentran las comunas de Viña del Mar y Concón, que pertenecen a la Provincia de Valparaíso; no obstante, al área metropolitana de Valparaíso se agregan las comunas de Quilpué y Villa Alemana pertenecientes a la Provincia de Marga Marga.
- El Gran Quillota la segunda más poblada de la región, donde se encuentran las comunas de Quillota, La Cruz y La Calera.
- El Gran San Antonio se perfila como la tercera, está ubicada en el litoral sur de la región y se compone de las comunas de San Antonio, Cartagena, Santo Domingo y sectores de El Tabo.
- En el valle del Aconcagua se encuentran San Felipe y Los Andes, esta última un importante centro de comunicación con Argentina, a través de su camino internacional a Mendoza.

| 10 Principales ciudades de la región (censo de 2017) | 10 Principales ciudades de la región (censo de 2017) | 10 Principales ciudades de la región (censo de 2017) |
| Denominación                                         | Provincia                                            | Habitantes                                           |
| ---------------------------------------------------- | ---------------------------------------------------- | ---------------------------------------------------- |
| Gran Valparaíso                                      | Valparaíso y Marga Marga                             | 951 311                                              |
| Gran Quillota                                        | Quillota                                             | 185 289                                              |
| Gran San Antonio                                     | San Antonio                                          | 118 668                                              |
| Los Andes y Calle Larga                              | Los Andes                                            | 69 041                                               |
| San Felipe                                           | San Felipe de Aconcagua                              | 64 543                                               |
| Limache y Olmué                                      | Marga Marga                                          | 50 998                                               |
| Quintero y Ventanas                                  | Valparaíso                                           | 34 561                                               |
| Algarrobo, El Quisco y El Tabo                       | San Antonio                                          | 32 631                                               |
| La Ligua                                             | Petorca                                              | 19 127                                               |
| Llaillay                                             | San Felipe de Aconcagua                              | 17 934                                               |

### Indicadores básicos (serie histórica)
A continuación se presenta la serie histórica de indicadores básicos de la Región de Valparaíso:
| Año  | Nacimientos | Defunciones | Tasa bruta de natalidad | Tasa bruta de mortalidad | Tasa global de fecundidad |
| ---- | ----------- | ----------- | ----------------------- | ------------------------ | ------------------------- |
| 1997 | 28.315      | 9.349       | 16.9                    | 6.2                      | 2.13                      |
| 1998 | 25.097      | 9.367       | 16.5                    | 6.1                      | 2.08                      |
| 1999 | 24.546      | 9.748       | 16.4                    | 6.3                      | 2.03                      |
| 2000 | 24.325      | 9.220       | 15.9                    | 5.9                      | 1.98                      |
| 2001 | 23.870      | 9.458       | 15.0                    | 6.0                      | 1.92                      |
| 2002 | 24.174      | 9.376       | 14.4                    | 5.8                      | 1.85                      |
| 2003 | 22.481      | 9.851       | 13.8                    | 6.0                      | 1.79                      |
| 2004 | 21.961      | 10.047      | 13.3                    | 6.1                      | 1.77                      |
| 2005 | 22.236      | 9.900       | 13.3                    | 5.9                      | 1.74                      |
| 2006 | 21.672      | 10.148      | 12.8                    | 6.0                      | 1.73                      |
| 2007 | 22.659      | 10.913      | 13.3                    | 6.4                      | 1.77                      |
| 2008 | 23.116      | 10.601      | 13.4                    | 6.1                      | 1.78                      |

Fuente: I.N.E. (Chile)

## Relaciones internacionales
La región de Valparaíso es sede de una serie de instituciones de relaciones internacionales, tales como la Unidad Regional de Asuntos Internacionales (URAI) del Gobierno Regional de Valparaíso en la ciudad de Valparaíso, encargada del análisis y gestión de las relaciones bilaterales y multilaterales de la región con América Latina y el resto del mundo, las Unidades de Relaciones Internacionales de la Cámara de Diputadas y Diputados, y el Senado en Valparaíso, la Unidad de Asuntos Internacionales del Ministerio de las Culturas, las Artes y el Patrimonio en Valparaíso, la Unidad de Asuntos Internacionales de la Subsecretaría de Pesca y Acuicultura, el Departamento de Relaciones Internacionales del Estado Mayor General de la Armada de Chile, el Departamento de Asuntos Internacionales de la Dirección General del Territorio Marítimo y Marina Mercante (DIRECTEMAR), la Comisión de Relaciones Internacionales del Consejo Regional de Valparaíso, la oficina regional en Valparaíso del Servicio Nacional de Migraciones en Valparaíso y San Felipe, la oficina regional en Valparaíso de la Dirección General de Promoción de Exportaciones (ProChile), el Departamento de Migraciones y Policía Internacional de la Policía de Investigaciones en Viña del Mar, Valparaíso, Los Andes y San Antonio, y la Dirección de Desarrollo Económico y Cooperación de la Municipalidad de Valparaíso, la Oficina de Relaciones Internacionales de la Municipalidad de Viña del Mar, la Oficina de Cooperación Internacional de la Municipalidad de Quilpué, y las siguientes Oficinas Migrante de los municipios de la región:
- Oficina Migrante de la Municipalidad de Petorca.
- Oficina Migrante de la Municipalidad de Cabildo.
- Oficina Migrante de la Municipalidad de Zapallar.
- Oficina Migrante de la Municipalidad de Putaendo.
- Oficina Migrante de la Municipalidad de Puchuncaví.
- Oficina Migrante de la Municipalidad de Quintero.
- Oficina Migrante de la Municipalidad de Calle Larga.
- Oficina Migrante de la Municipalidad de Los Andes.
- Oficina Migrante de la Municipalidad de San Esteban.
- Oficina Migrante de la Municipalidad de Santa María.
- Oficina Migrante de la Municipalidad de San Felipe.
- Oficina Migrante de la Municipalidad de Panquehue.
- Oficina Migrante de la Municipalidad de Catemu.
- Oficina Migrante de la Municipalidad de Llay-Llay.
- Oficina Migrante de la Municipalidad de Hijuelas.
- Oficina Migrante de la Municipalidad de La Calera.
- Oficina Migrante de la Municipalidad de Quillota.
- Oficina Migrante de la Municipalidad de Villa Alemana.
- Oficina Migrante de la Municipalidad de Concón.
- Oficina Migrante de la Municipalidad de Quilpué.
- Oficina Migrante de la Municipalidad de Viña del Mar.
- Oficina Migrante de la Municipalidad de Valparaíso.
- Oficina Migrante de la Municipalidad de Casablanca.
- Oficina Migrante de la Municipalidad de El Quisco.
- Oficina Migrante de la Municipalidad de El Tabo.
- Oficina Migrante de la Municipalidad de Cartagena.
- Oficina Migrante de la Municipalidad de San Antonio.
- Oficina Migrante de la Municipalidad de Juan Fernández.

### Internacionalización en educación superior
En materia de relaciones internacionales y educación superior, los principales actores dentro de la región de Valparaíso son la Comisión de Relaciones Internacionales del Consejo de Rectores de Valparaíso, Dirección de Relaciones Institucionales de la Universidad de Valparaíso, la Dirección General de Asuntos Internacionales de la Pontificia Universidad Católica de Valparaíso, la Dirección General de Asuntos Internacionales de la Universidad de Playa Ancha, y la Oficina de Asuntos Internacionales de la Universidad Técnica Federico Santa María, y la Dirección de Relaciones Internacionales de la Universidad Viña del Mar. La región también cuenta con un programa de posgrado en el área, el Magíster en Relaciones Internacionales de la Pontificia Universidad Católica de Valparaíso.

### Consulados en Valparaíso

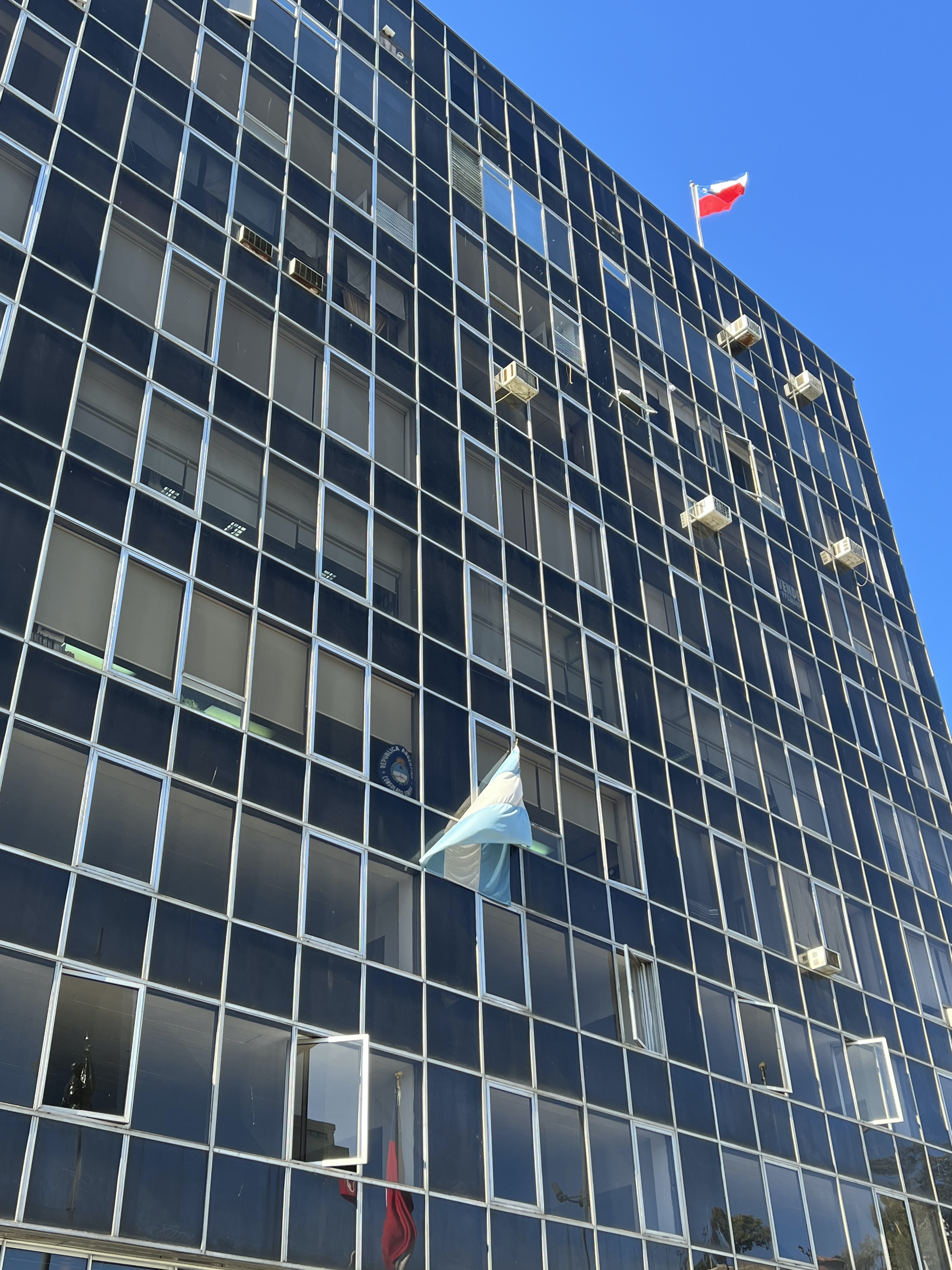
Consulado-General de Argentina en Valparaíso

| - Argentina (Consulado General) - Austria (Consulado Honorario) - Bélgica (Consulado Honorario) - Brasil (Consulado Honorario) - Dinamarca (Consulado Honorario) - Ecuador (Consulado Honorario) - Francia (Consulado Honorario) - Guatemala (Consulado Honorario) - Haití (Consulado Honorario) - Hungría (Consulado Honorario) | - Italia (Consulado Honorario) - Panamá (Consulado General) - Perú (Consulado General) - Reino Unido (Consulado Honorario) - Rusia (Consulado Honorario) - Suecia (Consulado Honorario) |

### Consulados en Viña del Mar
| - Alemania (Consulado Honorario) - España (Consulado) - Grecia (Consulado Honorario) - Líbano (Consulado Honorario) - Indonesia (Consulado Honorario) | - Marruecos (Consulado Honorario) - Mónaco (Consulado Honorario) - Países Bajos (Consulado Honorario) - Paraguay (Consulado Honorario) - Siria (Consulado Honorario) |

### Consulados en Concón
- Bélgica (Consulado Honorario)
- Polonia (Consulado Honorario)
- Uruguay (Consulado Honorario)

### Consulados en San Antonio
| - España (Consulado Honorario) | - Filipinas (Consulado Honorario) |

### Consulados en Rapa Nui
| - Reino Unido (Consulado Honorario) |

### Consulados en Zapallar
- Paraguay (Consulado Honorario)

## Turismo

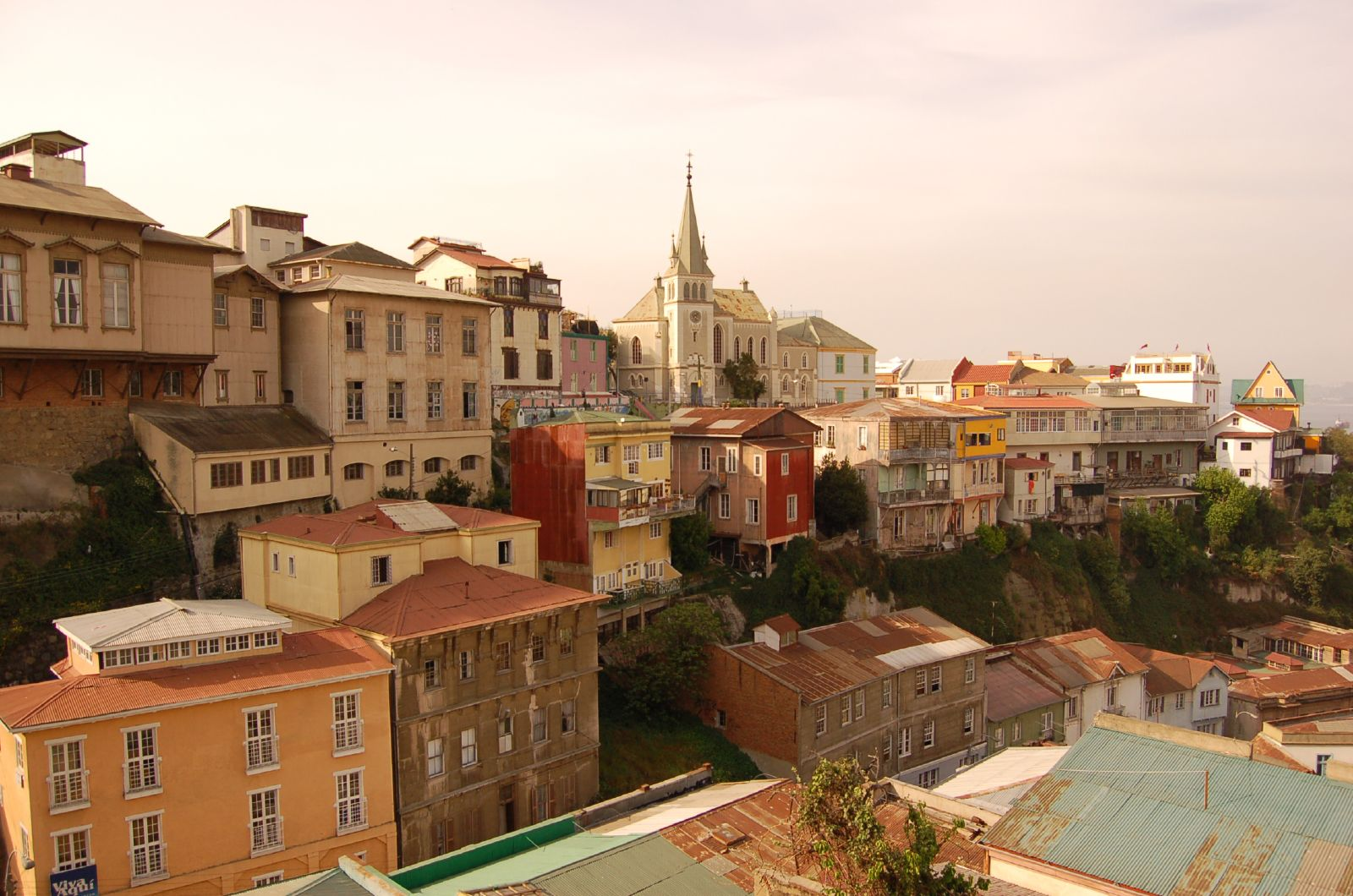
Cerros en Valparaíso.

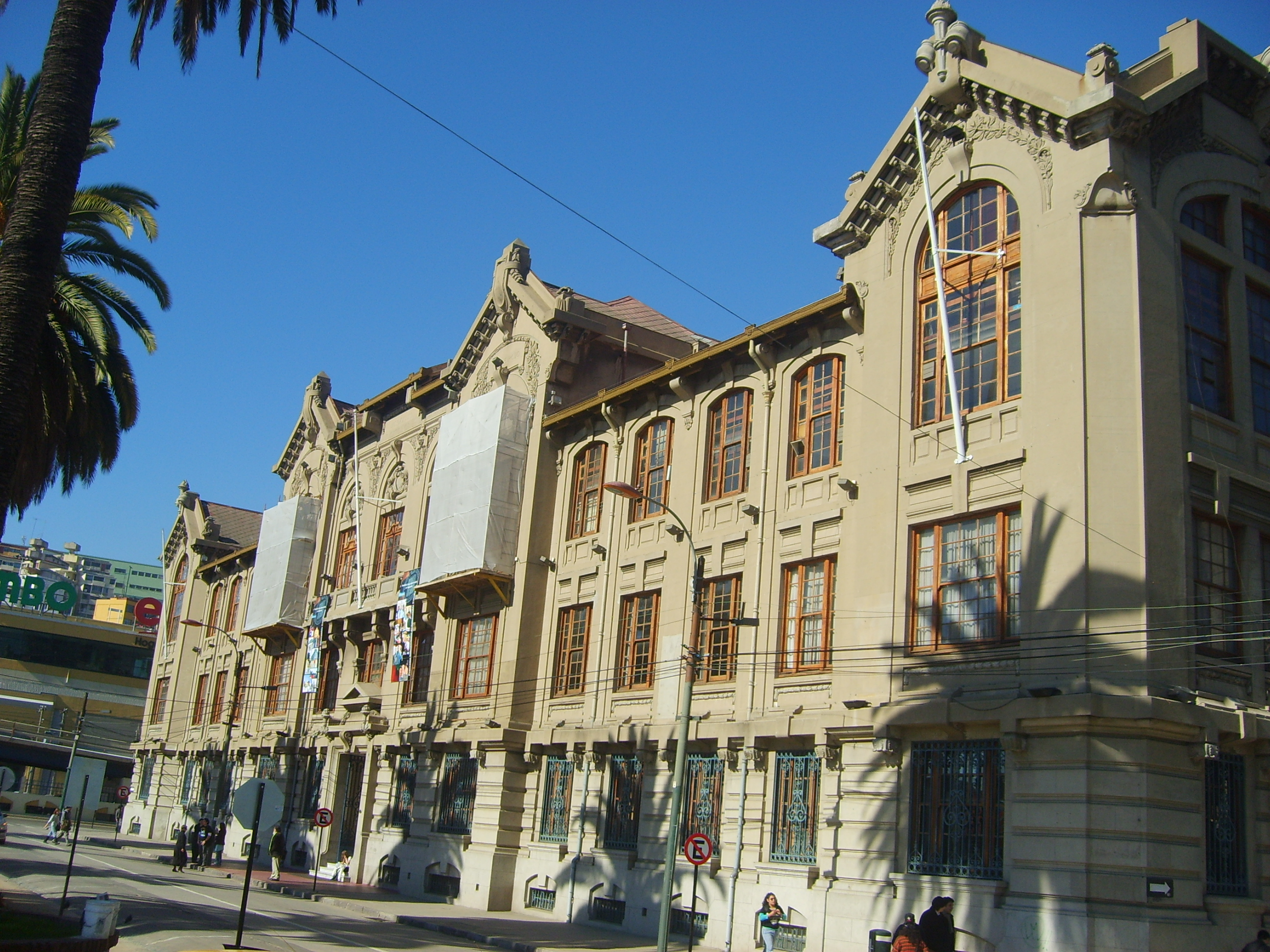
Pontificia Universidad Católica de Valparaíso.

El turismo en esta región es muy desarrollado, ya que posee un enorme número de atractivos, dentro de los cuales podemos destacar sus 25 balnearios que están ubicados entre Punta Huesos y Punta Perro, como los de Los Molles, Pichicuy, Papudo, Zapallar, Cachagua, La Laguna, Maitencillo, Horcón, Ritoque, Cartagena, Santo Domingo, El Tabo, El Quisco y Algarrobo, todos pertenecientes a la provincia de San Antonio.
También podemos mencionar los microclimas de Quillota, Quilpué, Villa Alemana y Olmué. Uno de los puntos importantes son los barrios patrimoniales de Valparaíso y la costanera de Viña del Mar, que se destaca por su infraestructura hotelera e intensa actividad turística.
Otras atracciones incluyen el parque nacional “La Campana”, los baños termales de Jahuel y las termas del Corazón; Además de los centros de esquí de Portillo y laguna del Inca.
Por supuesto no podemos olvidar al archipiélago de Juan Fernández y la isla de Pascua.
Como parte del enoturismo, la región cuenta con tres rutas del vino chileno que cruzan la región vitícola de Aconcagua: Valle del Aconcagua, del Valle de Casablanca y del Valle de San Antonio.
También se pueden destacar los siguientes lugares turísticos de esta región:
- Valparaíso: La particular distribución geográfica de Valparaíso, donde los cerros invaden la costa, hace que la visión de cerro a mar sea destacable. Por ello, lugares como Mirador Portales, Mirador Esperanza, Mirador O'Higgins, Mirador Marina Mercante, Paseo 21 de Mayo, Paseo Yugoslavo, Paseo Gervasoni, Paseo Atkinson y Paseo Dimalow, son ideales a la hora de ver de manera panorámica la ciudad puerto. Durante las fiestas de año nuevo, muchos de estos paseos mirador son repletados por turistas a altas horas de la mañana, todo por tener una visión más privilegiada del espectáculo pirotécnico; así como también existen recorridos entre los cerros más antiguos de la ciudad (Cerros Alegre y Concepción), en la cual, además de contemplar la arquitectura inglesa colonial de sus casas y sus iglesias de principios del siglo XIX, el turista se puede adentrar en museos contemporáneos, jardines y pequeñas plazoletas, miradores escondidos entre casas y balcones y una singular magia que ronda entre los vecindarios cerros. No solo de miradores y ascensores vive el puerto; alrededor de sus cerros y el barrio El Almendral existen varios museos por conocer y admirar, de entre las cuales se destacan: el Museo Naval y Marítimo, el Museo del Mar Lord Thomas Cochrane, el Palacio Baburizza, sede del Museo de Bellas Artes de la ciudad, la Casona Mirador de Lukas, el Museo del Payaso y el Títere, la Casa Museo La Sebastiana, una de las casonas del legendario poeta chileno Pablo Neruda y el Museo de Historia Natural y Galería de Arte Municipal, entre otros.

- Archipiélago Juan Fernández: Uno de los lugares de mayor interés botánico en el mundo. Aquí se puede practicar el hikking, escalada libre, buceo, observación de flora y fauna.

- Isla de Pascua: Su entorno natural y su condición de museo al aire libre permite recorrerla practicando: senderismo, hiking, buceo, cabalgatas y ascensiones a los volcanes.

- Portillo: Se encuentra en un paraje de la alta cordillera en la Comuna de los Andes, a 2860 m s. n. m. Posee excelentes canchas de nieve que permiten practicar este deporte en invierno y comienzos de la primavera. La infraestructura de este centro de esquí ofrece al turista alojamiento, alimentación y para la práctica el deporte blanco cuenta con doce andariveles. Además se puede practicar parapente y esquí de montaña.

- Viña del Mar: La Laguna Sausalito, centro de atracción para los amantes del esquí acuático, paseos en lancha y motos de agua.

- El Jardín Botánico Nacional cuenta con más de 3000 especies vegetales, entre las cuales se distingue el Toromiro, árbol nativo de Isla de Pascua, hoy extinto.

- El Museo al Aire Libre de Viña del Mar, inspirado en la poesía de Gonzalo Villar y ubicado en el Cerro de Recreo, contiene una interesante expresión de arte contemporáneo, enlazado a la Galería Casa Verde.